# Friedrich Eduard Neubarth
Friedrich Eduard Neubarth (* 21. Mai 1833 in Wünschendorf; † 1. April 1908 in Lauchstädt) war Gutsbesitzer und Mitglied des Deutschen Reichstags.

## Leben
Neubarth war Landwirt und Gutsbesitzer in Wünschendorf und seit Einführung der Kreisordnung Mitglied des Sächsischen Provinziallandtages, des Kreistags und Kreisausschusses Merseburg.
Von 1879 bis 1908 war er Mitglied des Preußischen Abgeordnetenhauses und im Jahre 1887 von Februar bis Mai Mitglied des Deutschen Reichstags für den Wahlkreis Regierungsbezirk Merseburg 7 Querfurt, Merseburg und die Deutsche Reichspartei.